# Eurocup 2013-2014
L'Eurocup 2013-2014 fu la dodicesima edizione del secondo torneo europeo di pallacanestro per club. Il trofeo andò alla formazione spagnola del Valencia BC che nella finale sconfisse sia a domicilio che in trasferta i russi dell'UNICS Kazan'
Il Valencia BC ottenne, grazie a questo successo, un posto per la stagione successiva di Eurolega.

## Cambio di formato
Il numero delle squadre ammesse alla regular season è aumentato da 32 a 48. I gruppi erano formati da 6 squadre, e le prime tre sono avanzate al turno successivo (Last 32). Un'altra novità ha visto le squadre divise in due Conference regionali per la regular season.
Le squadre che in Eurolega non hanno raggiunto la Top 16, si sono unite alle 24 squadre qualificate dalla regular season per partecipare alla Last 32.
La finale non si giocò più in gara singola ma in due partite, in casa di ognuna delle finaliste.

## Squadre partecipanti
Le squadre partecipanti alla regular season sono 48, 41 qualificate direttamente più le 7 perdenti del turno preliminare di Eurolega. Le squadre sono state divise in due conferences regionali.
 Conference 1

| Qualificate alla regular season | Qualificate alla regular season | Qualificate alla regular season              | Qualificate alla regular season              | Qualificate alla regular season              | Qualificate alla regular season              | Qualificate alla regular season              |
| Paese                           | Squadre                         | Squadre (posizione nel campionato nazionale) | Squadre (posizione nel campionato nazionale) | Squadre (posizione nel campionato nazionale) | Squadre (posizione nel campionato nazionale) | Squadre (posizione nel campionato nazionale) |
| ------------------------------- | ------------------------------- | -------------------------------------------- | -------------------------------------------- | -------------------------------------------- | -------------------------------------------- | -------------------------------------------- |
| Francia (LNB)                   | 5                               | ASVEL Basket (3)                             | Élan Chalon (4)                              | BCM Gravelines (5)                           | Le Mans Sarthe (7)                           | Paris-Levallois (12)                         |
| Germania (BBL)                  | 5                               | EWE Oldenburg (2)                            | ratiopharm Ulm (3)                           | Alba Berlino (5)                             | Artland DragonsWC (6)                        | Telekom Baskets BonnWC (7)                   |
| Italia (Lega A)                 | 4                               | Acea Roma (2)                                | Cimberio Varese (3)                          | FoxTown Cantù (4)                            | Banco di Sardegna SassariWC (5)              |                                              |
| Russia (PBL + VTB)              | 4                               | Chimki (3)                                   | Spartak S. Pietroburgo (4)                   | UNICS Kazan' (5)                             | Nižnij Novgorod (8)                          |                                              |
| Turchia (TBL)                   | 4                               | Banvit (2)                                   | Pınar Karşıyaka (4)                          | Beşiktaş (6)                                 | TED Ankara Kolejliler (7)                    |                                              |
| Belgio (BLB)                    | 3                               | Telenet Ostenda (1)                          | Belfius Mons-Hainaut (2)                     | Spirou Charleroi (3)                         |                                              |                                              |
| Spagna (ACB)                    | 3                               | CAI Saragozza (3)                            | Valencia (6)                                 | Bilbao BasketWC (7)                          |                                              |                                              |
| Croazia (ABA)                   | 2                               | Cedevita Zagabria (6)                        | Cibona ZagabriaWC (11)                       |                                              |                                              |                                              |
| Grecia (GBL)                    | 2                               | Paniónios (3)                                | PAOK (5)                                     |                                              |                                              |                                              |
| Israele (BSL)                   | 2                               | Maccabi Haifa (1)                            | Hapoel Gerusalemme (4)                       |                                              |                                              |                                              |
| Bosnia-Erzegovina (ABA)         | 1                               | Igokea (3)                                   |                                              |                                              |                                              |                                              |
| Bulgaria (NBL)                  | 1                               | Lukoil Academic (1)                          |                                              |                                              |                                              |                                              |
| Repubblica Ceca (NBL)           | 1                               | ČEZ Nymburk (1)                              |                                              |                                              |                                              |                                              |
| Estonia (KML)                   | 1                               | Kalev/CramoWC (1)                            |                                              |                                              |                                              |                                              |
| Finlandia (Korisliiga)          | 1                               | Nilan BisonsWC (1)                           |                                              |                                              |                                              |                                              |
| Lettonia (LBL)                  | 1                               | VEF Riga (1)                                 |                                              |                                              |                                              |                                              |
| Lituania (LKL)                  | 1                               | Neptūnas Klaipėda (3)                        |                                              |                                              |                                              |                                              |
| Macedonia (ABA)                 | 1                               | MZT SkopjeWC (7)                             |                                              |                                              |                                              |                                              |
| Montenegro (ABA)                | 1                               | Budućnost VOLI Podgorica (5)                 |                                              |                                              |                                              |                                              |
| Romania (RBD)                   | 1                               | CSU Asesoft (1)                              |                                              |                                              |                                              |                                              |
| Serbia (ABA)                    | 1                               | Radnički Kragujevac (4)                      |                                              |                                              |                                              |                                              |
| Slovenia (ABA)                  | 1                               | Union OlimpijaWC (8)                         |                                              |                                              |                                              |                                              |
| Ucraina (UBL)                   | 1                               | Chimik JužnyjWC (5)                          |                                              |                                              |                                              |                                              |
| Ungheria (NBI/A)                | 1                               | Bericap Alba Fehérvár (1)                    |                                              |                                              |                                              |                                              |

## Regular season
La regular season è iniziata martedì 15 ottobre ed è terminata mercoledì 18 dicembre 2013.
Se due o più squadre al termine hanno ottenuto gli stessi punti, sono state classificate in base ai seguenti criteri:
1. Scontri diretti.
2. Differenza punti negli scontri diretti.
3. Differenza punti generale.
4. Punti fatti.
5. Somma dei quozienti di punti fatti e punti subiti in ogni partita.

| Qualificata alla Last 32 |
| Eliminata                |

### Conference 1

#### Gruppo A
|    | Squadra                     | P.ti | G  | V | P | PF  | PS  | DP  |
| -- | --------------------------- | ---- | -- | - | - | --- | --- | --- |
| 1. | FoxTown Cantù               | 16   | 10 | 8 | 2 | 832 | 746 | +86 |
| 2. | Telenet Ostenda             | 16   | 10 | 8 | 2 | 768 | 752 | +16 |
| 3. | ČEZ Nymburk                 | 12   | 10 | 6 | 4 | 789 | 730 | +59 |
| 4. | Le Mans Sarthe              | 10   | 10 | 5 | 5 | 719 | 719 | 0   |
| 5. | Artland Dragons Quakenbrück | 4    | 10 | 2 | 8 | 721 | 820 | -99 |
| 6. | Cibona Zagabria             | 2    | 10 | 1 | 9 | 765 | 827 | -62 |

#### Gruppo B
|    | Squadra                   | P.ti | G  | V | P | PF  | PS  | DP   |
| -- | ------------------------- | ---- | -- | - | - | --- | --- | ---- |
| 1. | Banco di Sardegna Sassari | 14   | 10 | 7 | 3 | 866 | 817 | +49  |
| 2. | Cedevita Zagabria         | 12   | 10 | 6 | 4 | 797 | 760 | +37  |
| 3. | Bilbao Basket             | 10   | 10 | 5 | 5 | 855 | 826 | +29  |
| 4. | EWE Oldenburg             | 10   | 10 | 5 | 5 | 789 | 797 | -8   |
| 5. | Élan Chalon               | 8    | 10 | 4 | 6 | 698 | 707 | -7   |
| 6. | Belgacom Spirou Charleroi | 6    | 10 | 3 | 7 | 706 | 806 | -100 |

#### Gruppo C
|    | Squadra          | P.ti | G  | V | P | PF  | PS  | DP   |
| -- | ---------------- | ---- | -- | - | - | --- | --- | ---- |
| 1. | Olimpija Lubiana | 14   | 10 | 7 | 3 | 743 | 698 | +45  |
| 2. | Ratiopharm Ulm   | 14   | 10 | 7 | 3 | 761 | 745 | +16  |
| 3. | Valencia BC      | 12   | 10 | 6 | 4 | 875 | 721 | +154 |
| 4. | Paris-Levallois  | 8    | 10 | 4 | 6 | 687 | 733 | -46  |
| 5. | ASVEL Basket     | 8    | 10 | 4 | 6 | 706 | 794 | -88  |
| 6. | Cimberio Varese  | 4    | 10 | 2 | 8 | 730 | 811 | -81  |

#### Gruppo D
|    | Squadra              | P.ti | G  | V | P | PF  | PS  | DP   |
| -- | -------------------- | ---- | -- | - | - | --- | --- | ---- |
| 1. | Alba Berlino         | 16   | 10 | 8 | 2 | 749 | 669 | +80  |
| 2. | BCM Gravelines       | 12   | 10 | 6 | 4 | 749 | 690 | +59  |
| 3. | CAI Saragozza        | 12   | 10 | 6 | 4 | 803 | 719 | +84  |
| 4. | Telekom Baskets Bonn | 10   | 10 | 5 | 5 | 785 | 805 | -20  |
| 5. | Acea Roma            | 6    | 10 | 3 | 7 | 761 | 775 | -16  |
| 6. | Belfius Mons-Hainaut | 4    | 10 | 2 | 8 | 620 | 807 | -187 |

### Conference 2

#### Gruppo E
|    | Squadra              | P.ti | G  | V | P | PF  | PS  | DP   |
| -- | -------------------- | ---- | -- | - | - | --- | --- | ---- |
| 1. | Chimki               | 18   | 10 | 9 | 1 | 871 | 751 | +120 |
| 2. | Hapoel Gerusalemme   | 12   | 10 | 6 | 4 | 777 | 767 | +10  |
| 3. | Pınar Karşıyaka      | 10   | 10 | 5 | 5 | 805 | 806 | -1   |
| 4. | Lukoil Academic      | 8    | 10 | 4 | 6 | 728 | 757 | -44  |
| 5. | CSU Asesoft          | 6    | 10 | 3 | 7 | 794 | 832 | -38  |
| 6. | Igokea Aleksandrovac | 6    | 10 | 3 | 7 | 746 | 808 | -62  |

#### Gruppo F
|    | Squadra                  | P.ti | G  | V | P | PF  | PS  | DP   |
| -- | ------------------------ | ---- | -- | - | - | --- | --- | ---- |
| 1. | BK Nižnij Novgorod       | 16   | 10 | 8 | 2 | 809 | 705 | +104 |
| 2. | Chimik Južnyj            | 12   | 10 | 6 | 4 | 786 | 732 | +54  |
| 3. | TED Ankara Kolejliler    | 12   | 10 | 6 | 4 | 788 | 774 | +14  |
| 4. | PAOK Salonicco           | 10   | 10 | 5 | 5 | 697 | 752 | -55  |
| 5. | Budućnost VOLI Podgorica | 6    | 10 | 3 | 7 | 772 | 802 | -30  |
| 6. | Alba Fehérvár            | 4    | 10 | 2 | 8 | 720 | 807 | -87  |

#### Gruppo G
|    | Squadra             | P.ti | G  | V  | P | PF  | PS  | DP   |
| -- | ------------------- | ---- | -- | -- | - | --- | --- | ---- |
| 1. | UNICS Kazan'        | 20   | 10 | 10 | 0 | 837 | 625 | +212 |
| 2. | Maccabi Haifa       | 12   | 10 | 6  | 4 | 744 | 745 | -1   |
| 3. | Banvit Bandirma     | 10   | 10 | 5  | 5 | 795 | 718 | +77  |
| 4. | VEF Riga            | 10   | 10 | 5  | 5 | 721 | 782 | -61  |
| 5. | Kalev/Cramo Tallinn | 6    | 10 | 3  | 7 | 673 | 764 | -91  |
| 6. | MZT Skopje          | 2    | 10 | 1  | 9 | 684 | 820 | -136 |

#### Gruppo H
|    | Squadra                | P.ti | G  | V | P | PF  | PS  | DP  |
| -- | ---------------------- | ---- | -- | - | - | --- | --- | --- |
| 1. | Beşiktaş Istanbul      | 14   | 10 | 7 | 3 | 717 | 690 | +27 |
| 2. | Paniónios Atene        | 12   | 10 | 6 | 4 | 768 | 755 | +13 |
| 3. | Radnički Kragujevac    | 10   | 10 | 5 | 5 | 824 | 824 | 0   |
| 4. | Bisons Loimaa          | 10   | 10 | 5 | 5 | 750 | 769 | -19 |
| 5. | Neptūnas Klaipėda      | 8    | 10 | 4 | 6 | 814 | 807 | +7  |
| 6. | Spartak S. Pietroburgo | 6    | 10 | 3 | 7 | 733 | 761 | -28 |

## Last 32
La fase denominata Last 32 ha avuto inizio martedì 7 gennaio e si è conclusa mercoledì 19 febbraio 2014.
Vi hanno preso parte le 24 squadre che hanno superato la Regular Season più le 8 squadre eliminate nella Regular Season di Eurolega.
Le 32 formazioni sono state suddivise in 8 raggruppamenti da 4 squadre ciascuno.
Si sono qualificate agli ottavi di finale le prime due classificate di ogni girone.
Nel caso due o più squadre al termine avessero ottenuto gli stessi punti, sono state classificate in base ai seguenti criteri:
1. Scontri diretti.
2. Differenza punti negli scontri diretti.
3. Differenza punti generale.
4. Punti fatti.
5. Somma dei quozienti di punti fatti e punti subiti in ogni partita.

| Qualificata agli Ottavi di finale |
| Eliminata                         |

### Gruppo I
|    | Squadra         | P.ti | G | V | P | PF  | PS  | DP  |
| -- | --------------- | ---- | - | - | - | --- | --- | --- |
| 1. | Nanterre        | 8    | 6 | 4 | 2 | 489 | 472 | +17 |
| 2. | Ratiopharm Ulm  | 6    | 6 | 3 | 3 | 507 | 503 | +4  |
| 3. | FoxTown Cantù   | 6    | 6 | 3 | 3 | 519 | 493 | +26 |
| 4. | Pınar Karşıyaka | 4    | 6 | 2 | 4 | 438 | 485 | -47 |

### Gruppo J
|    | Squadra                   | P.ti | G | V | P | PF  | PS  | DP  |
| -- | ------------------------- | ---- | - | - | - | --- | --- | --- |
| 1. | TED Ankara Kolejliler     | 8    | 6 | 4 | 2 | 489 | 484 | +5  |
| 2. | Banco di Sardegna Sassari | 6    | 6 | 3 | 3 | 526 | 517 | +9  |
| 3. | Brose Baskets             | 6    | 6 | 3 | 3 | 475 | 475 | 0   |
| 4. | BCM Gravelines            | 4    | 6 | 2 | 4 | 459 | 473 | -14 |

### Gruppo K
|    | Squadra           | P.ti | G | V | P | PF  | PS  | DP   |
| -- | ----------------- | ---- | - | - | - | --- | --- | ---- |
| 1. | Chimki            | 12   | 6 | 6 | 0 | 525 | 421 | +104 |
| 2. | ČEZ Nymburk       | 4    | 6 | 2 | 4 | 470 | 486 | -16  |
| 3. | Montepaschi Siena | 4    | 6 | 2 | 4 | 461 | 481 | -20  |
| 4. | Maccabi Haifa     | 4    | 6 | 2 | 4 | 406 | 474 | -68  |

### Gruppo L
|    | Squadra               | P.ti | G | V | P | PF  | PS  | DP  |
| -- | --------------------- | ---- | - | - | - | --- | --- | --- |
| 1. | BK Nižnij Novgorod    | 10   | 6 | 5 | 1 | 468 | 436 | +32 |
| 2. | Stella Rossa Belgrado | 8    | 6 | 4 | 2 | 501 | 462 | +39 |
| 3. | Bilbao Basket         | 6    | 6 | 3 | 3 | 494 | 471 | +23 |
| 4. | Paniónios Atene       | 0    | 6 | 0 | 6 | 418 | 512 | -94 |

### Gruppo M
|    | Squadra            | P.ti | G | V | P | PF  | PS  | DP  |
| -- | ------------------ | ---- | - | - | - | --- | --- | --- |
| 1. | Hapoel Gerusalemme | 8    | 6 | 4 | 2 | 507 | 489 | +18 |
| 2. | BK Budivelnyk Kiev | 8    | 6 | 4 | 2 | 500 | 491 | +9  |
| 3. | Banvit Bandirma    | 6    | 6 | 3 | 3 | 478 | 465 | +13 |
| 4. | Olimpija Lubiana   | 2    | 6 | 1 | 5 | 451 | 491 | -40 |

### Gruppo N
|    | Squadra             | P.ti | G | V | P | PF  | PS  | DP  |
| -- | ------------------- | ---- | - | - | - | --- | --- | --- |
| 1. | Alba Berlino        | 10   | 6 | 5 | 1 | 479 | 442 | +37 |
| 2. | Chimik Južnyj       | 6    | 6 | 3 | 3 | 429 | 444 | -15 |
| 3. | Radnički Kragujevac | 4    | 6 | 2 | 4 | 480 | 480 | 0   |
| 4. | Strasburgo          | 4    | 6 | 2 | 4 | 445 | 467 | -22 |

### Gruppo O
|    | Squadra              | P.ti | G | V | P | PF  | PS  | DP  |
| -- | -------------------- | ---- | - | - | - | --- | --- | --- |
| 1. | UNICS Kazan'         | 10   | 6 | 5 | 1 | 461 | 425 | +36 |
| 2. | Valencia BC          | 6    | 6 | 3 | 3 | 500 | 431 | +69 |
| 3. | Telenet Ostenda      | 6    | 6 | 3 | 3 | 439 | 483 | -44 |
| 4. | Stelmet Zielona Góra | 2    | 6 | 1 | 5 | 425 | 486 | -61 |

### Gruppo P
|    | Squadra                | P.ti | G | V | P | PF  | PS  | DP  |
| -- | ---------------------- | ---- | - | - | - | --- | --- | --- |
| 1. | Lietuvos Rytas Vilnius | 8    | 6 | 4 | 2 | 491 | 492 | -1  |
| 2. | Beşiktaş Istanbul      | 8    | 6 | 4 | 2 | 441 | 452 | -11 |
| 3. | Cedevita Zagabria      | 4    | 6 | 2 | 4 | 433 | 429 | +4  |
| 4. | CAI Saragozza          | 4    | 6 | 2 | 4 | 453 | 445 | +8  |

## Ottavi di finale
Gli ottavi di finale sono stati disputati il 4 (gara di andata) e il 12 marzo 2014 (gara di ritorno). Vi hanno preso parte le 16 squadre che hanno superato la fase denominata Last 32. La formula prevedeva incontri di andata e ritorno con il punteggio cumulativo fra le due gare a determinare la vincente del turno. In virtù di ciò, uno dei due incontri poteva terminare in parità.
| Squadra 1              | Totale    | Squadra 2                 | Andata  | Ritorno |
| ---------------------- | --------- | ------------------------- | ------- | ------- |
| Nanterre               | 153 – 162 | BK Budivelnyk Kiev        | 82 – 86 | 71 – 76 |
| TED Ankara Kolejliler  | 143 – 135 | Chimik Južnyj             | 71 – 75 | 72 – 60 |
| Chimki                 | 156 – 157 | Valencia BC               | 59 – 75 | 97 – 82 |
| BK Nižnij Novgorod     | 166 – 159 | Beşiktaş Istanbul         | 71 – 88 | 95 – 71 |
| Hapoel Gerusalemme     | 168 – 154 | Ratiopharm Ulm            | 87 – 89 | 81 – 65 |
| Alba Berlino           | 187 – 176 | Banco di Sardegna Sassari | 91 – 83 | 96 – 93 |
| UNICS Kazan'           | 167 – 117 | ČEZ Nymburk               | 91 – 58 | 76 – 59 |
| Lietuvos Rytas Vilnius | 164 – 168 | Stella Rossa Belgrado     | 82 – 88 | 82 – 80 |

### Gara 1
| Arbitri: | Murat Biricik Siniša Herceg Apostolos Kalpakas |

|               |          |                    |
| Lavrinovič 28 | Punti    | 21 Thomas          |
| Strēlnieks 7  | Assist   | 6 Lighty           |
| Lavrinovič 9  | Rimbalzi | 10 Passave-Ducteil |

| Arbitri: | Vicente Bultó Saša Maričić Igor Dragojević |

|           |          |                      |
| Travis 19 | Punti    | 18 Golubović, Tucker |
| Gatens 4  | Assist   | 7 Valters            |
| Travis 9  | Rimbalzi | 11 Golubović         |

| Arbitri: | Luigi Lamonica Milija Vojinović Tomasz Trawicki |

|                      |          |                  |
| Lafayette 16         | Punti    | 11 tre giocatori |
| Doellman, Martínez 4 | Assist   | 3 tre giocatori  |
| Martínez, Sato 7     | Rimbalzi | 7 Lončar         |

| Arbitri: | Miguel Ángel Pérez Niz Roberto Chiari Carlos Cortés |

|           |          |              |
| Lofton 28 | Punti    | 22 Rochestie |
| Yağmur 6  | Assist   | 8 Rochestie  |
| Perkins 7 | Rimbalzi | 10 Antonov   |

| Arbitri: | Recep Ankaralı Tomas Jasevičius Petri Mäntylä |

|           |          |               |
| Sosa 19   | Punti    | 22 Duncan     |
| Günther 4 | Assist   | 6 Kitchen     |
| Howard 10 | Rimbalzi | 8 Parachoŭski |

| Arbitri: | Juan Carlos García González Panagiotis Anastopoulos Miloš Koljenšić |

|             |          |                      |
| C. Green 19 | Punti    | 24 Radošević         |
| T. Diener 8 | Assist   | 5 Hammonds           |
| Gordon 11   | Rimbalzi | 6 Radošević, Redding |

| Arbitri: | José Ramón García Ortiz Rüştü Nuran Gianluca Mattioli |

|            |          |                 |
| Simmons 17 | Punti    | 36 Goudelock    |
| Welsch 4   | Assist   | 4 Kaimakoglou   |
| Simmons 4  | Rimbalzi | 4 tre giocatori |

| Arbitri: | Emilio Pérez Pizarro Jakub Zamojski Ioannis Foufis |

|                 |          |             |
| Marjanović 21   | Punti    | 17 Seibutis |
| Nelson 5        | Assist   | 6 Cook      |
| tre giocatori 5 | Rimbalzi | 6 Orelik    |

### Gara 2
| Arbitri: | José Ramón García Ortiz Tomasz Trawicki Carlos Cortés |

|           |          |                     |
| Thomas 17 | Punti    | 18 Summers          |
| Lisch 4   | Assist   | 2 quattro giocatori |
| Daniels 7 | Rimbalzi | 9 Lavrinovič        |

| Arbitri: | Milivoje Jovčić Joseph Bissang Petros Papapetrou |

|              |          |                   |
| Golubović 23 | Punti    | 14 Travis         |
| Tucker 7     | Assist   | 9 Delaney         |
| Golubović 14 | Rimbalzi | 5 Gatens, Delaney |

| Arbitri: | Ilija Belošević Marek Ćmikiewicz Oļegs Latiševs |

|                       |          |              |
| Popović, Augustine 20 | Punti    | 23 Dubljević |
| Green 8               | Assist   | 6 Lafayette  |
| Augustine 7           | Rimbalzi | 8 Sato       |

| Arbitri: | Vicente Bultó Marko Juras Benjamín Jiménez |

|                     |          |           |
| Panin, Rochestie 23 | Punti    | 22 Lofton |
| Rochestie 7         | Assist   | 5 Perkins |
| Panin 9             | Rimbalzi | 9 Perkins |

| Arbitri: | Saša Pukl Saša Maričić Ioannis Foufis |

|           |          |           |
| Wright 21 | Punti    | 15 Howard |
| Kitchen 8 | Assist   | 7 Sosa    |
| Kitchen 7 | Rimbalzi | 7 Clyburn |

| Arbitri: | Christos Christodoulou Borys Šul'ha Miguel Ángel Pérez Niz |

|                        |          |             |
| Radošević 18           | Punti    | 18 Gordon   |
| Redding 6              | Assist   | 7 T. Diener |
| Wohlfarth-Bottermann 7 | Rimbalzi | 7 Gordon    |

| Arbitri: | Sreten Radović Milija Vojinović Serhij Čebyšev |

|                       |          |              |
| Goudelock 29          | Punti    | 11 Pomikálek |
| tre giocatori 2       | Assist   | 3 Welsch     |
| Harangody, Kurbanov 8 | Rimbalzi | 10 Pomikálek |

| Arbitri: | Miguel Pérez Pérez Antonio Conde Gianluca Mattioli |

|                       |          |             |
| Palacios, Seibutis 16 | Punti    | 19 Katić    |
| Seibutis 6            | Assist   | 5 Nelson    |
| Palacios 7            | Rimbalzi | 6 Simonović |

## Quarti di finale
I quarti di finale si sono giocati il 18 e il 19 marzo (gara di andata) e il 25 e il 26 marzo 2014 (gara di ritorno). La formula prevede incontri di andata e ritorno con il punteggio cumulativo fra le due gare a determinare la vincente del turno. In virtù di ciò, uno dei due incontri può terminare in parità.
| Squadra 1             | Totale    | Squadra 2             | Andata  | Ritorno |
| --------------------- | --------- | --------------------- | ------- | ------- |
| BK Budivelnyk Kiev    | 152 – 158 | Stella Rossa Belgrado | 82 – 79 | 70 – 79 |
| TED Ankara Kolejliler | 120 – 169 | UNICS Kazan'          | 68 – 81 | 52 – 88 |
| Valencia BC           | 159 – 132 | Alba Berlino          | 86 – 54 | 73 – 78 |
| Hapoel Gerusalemme    | 153 – 166 | BK Nižnij Novgorod    | 81 – 78 | 72 – 88 |

### Gara 1
| Arbitri: | Juan Carlos García González Grzegorz Ziemblicki Piotr Pastusiak |

|               |          |             |
| Strēlnieks 20 | Punti    | 20 Katić    |
| Strēlnieks 5  | Assist   | 7 Nelson    |
| Summers 10    | Rimbalzi | 7 Radenović |

| Arbitri: | José Martín Srđan Dožai Damir Javor |

|             |          |               |
| Tucker 23   | Punti    | 21 Eidson     |
| Valters 6   | Assist   | 6 Goudelock   |
| Golubović 9 | Rimbalzi | 8 Kaimakoglou |

| Arbitri: | Saša Pukl Nicola Maestre Marcin Kowalski |

|             |          |                 |
| Doellman 33 | Punti    | 12 Logan        |
| Lafayette 8 | Assist   | 2 tre giocatori |
| Sato 7      | Rimbalzi | 5 King          |

| Arbitri: | Juan Carlos Arteaga Spiros Gkontas Petar Obradović |

|                |          |                     |
| Parachoŭski 18 | Punti    | 21 Brezec, Thompson |
| Halperin 7     | Assist   | 6 Rochestie         |
| Parachoŭski 8  | Rimbalzi | 8 Brezec, Thompson  |

### Gara 2
| Arbitri: | Fernando Rocha Paolo Taurino Īlia Koromīlas |

|            |          |                        |
| Redding 24 | Punti    | 14 Dubljević           |
| Redding 7  | Assist   | 4 Doellman, Van Rossom |
| Kendall 10 | Rimbalzi | 6 Doellman             |

| Arbitri: | Miguel Pérez Pérez Robert Vyklický Serhij Zaščuk |

|                |          |            |
| Goudelock 21   | Punti    | 13 Plisnić |
| Goudelock 6    | Assist   | 6 Tucker   |
| Kaimakoglou 11 | Rimbalzi | 6 Plisnić  |

| Arbitri: | Dani Hierrezuelo Carmelo Paternicò Óscar Perea |

|              |          |                      |
| Jenkins 29   | Punti    | 17 Lavrinovič        |
| Nelson 2     | Assist   | 4 Ahearn, Strēlnieks |
| Radenović 11 | Rimbalzi | 9 Lavrinovič         |

| Arbitri: | Robert Lottermoser Jakub Zamojski Murat Biricik |

|              |          |            |
| Rochestie 18 | Punti    | 15 Kitchen |
| Rochestie 6  | Assist   | 4 Halperin |
| Thompson 13  | Rimbalzi | 5 Kitchen  |

## Semifinali
Le semifinali sono in programma il 1° e il 2 aprile (gara di andata) e il 9 aprile 2014 (gara di ritorno).
| Squadra 1             | Totale    | Squadra 2          | Andata  | Ritorno |
| --------------------- | --------- | ------------------ | ------- | ------- |
| Stella Rossa Belgrado | 130 – 136 | UNICS Kazan'       | 63 – 52 | 67 – 84 |
| Valencia BC           | 163 – 128 | BK Nižnij Novgorod | 84 – 75 | 79 – 53 |

### Gara 1
| Arbitri: | Luigi Lamonica Grzegorz Ziemblicki Joseph Bissang |

|              |          |                       |
| Dubljević 24 | Punti    | 25 Thompson           |
| Ribas 6      | Assist   | 4 Chvostov, Rochestie |
| Dubljević 12 | Rimbalzi | 8 Thompson            |

| Arbitri: | Robert Lottermoser Emilio Pérez Pizarro Rüştü Nuran |

|                 |          |                   |
| Blažič 15       | Punti    | 18 Goudelock      |
| tre giocatori 2 | Assist   | 4 Eidson, Zīsīs   |
| Dragićević 11   | Rimbalzi | 5 Kurbanov, Zīsīs |

### Gara 2
| Arbitri: | Recep Ankaralı Matej Boltauzer Eddie Viator |

|                     |          |                   |
| Antonov, Korobkov 9 | Punti    | 13 Dubljević      |
| Chvostov 3          | Assist   | 3 Doellman, Ribas |
| Panin 7             | Rimbalzi | 8 Sato            |

| Arbitri: | Guerrino Cerebuch José Ramón García Ortiz Panagiotis Anastopoulos |

|               |          |               |
| Zīsīs 26      | Punti    | 12 Marjanović |
| Goudelock 6   | Assist   | 3 Nelson      |
| Kaimakoglou 8 | Rimbalzi | 11 Marjanović |

## Finale
Le gare di finale si sono giocate il 1° e il 7 maggio 2014.
| Squadra 1   | Totale  | Squadra 2    | Andata  | Ritorno |
| ----------- | ------- | ------------ | ------- | ------- |
| Valencia BC | 165–140 | UNICS Kazan' | 80 – 67 | 85 – 73 |

### Gara 1
| Arbitri: | Sreten Radović Tolga Sahin Oļegs Latiševs |

|             |          |                 |
| Doellman 28 | Punti    | 17 Verameenka   |
| Lafayette 7 | Assist   | 4 Eidson, Zīsīs |
| Doellman 6  | Rimbalzi | 11 Eidson       |

### Gara 2
| Arbitri: | Luigi Lamonica Recep Ankaralı Īlia Koromīlas |

|                    |          |             |
| Goudelock 22       | Punti    | 26 Doellman |
| Eidson 4           | Assist   | 6 Lafayette |
| Eidson, Kurbanov 8 | Rimbalzi | 7 Sato      |

| Eurocup 2013-2014     |
| --------------------- |
| Valencia BC 3º titolo |

## Premi

### Riconoscimenti individuali
- Eurocup MVP:  Andrew Goudelock (  UNICS Kazan' )
- Eurocup Finals MVP:  Justin Doellman (  Valencia )
- Eurocup Rising Star:  Bojan Dubljević (  Valencia )
- Eurocup Coach of the Year:  Andrea Trinchieri (  UNICS Kazan' )

### Quintetti ideali
- All-Eurocup First Team:
  -  DeMarcus Nelson    (  Stella Rossa )
  -  Andrew Goudelock   (  UNICS Kazan' )
  -  Dijon Thompson     (  Nižnij Novgorod )
  -  Justin Doellman    (  Valencia )
  -  Vladimir Golubović (  Kolejliler )
- All-Eurocup Second Team:
  -  Yotam Halperin     (  Hapoel Gerusalemme )
  -  Reggie Redding     (  Alba Berlino )
  -  Caleb Green        (  Dinamo Sassari )
  -  Darjuš Lavrinovič  (  Budivelnyk Kiev )
  -  Bojan Dubljević    (  Valencia )